# TCDD DE33000
TCDD DE33000 — серія тепловозів, використовуваних державною компанією Турецька залізниця на основі платформи EMD GT26CW-2. Всього було побудовано 86 екземплярів, які були виготовлені в 2003-2010 роках компанією TÜLOMSAŞ по ліцензії американських компаній Electro-Motive Diesel та General Motors. У локомотивах використовується двотактний дизельний 16-циліндровий дизельний двигун EMD 645, а також електронний модуль EMD Dash 2 (EMD Dash 3 з 2017 року). Локомотиви мають потужність 3000 к.с і в змозі розвивати швидкість до 131 км/год. Вага локомотива становить 119 тонн при довжині 18 941 мм.